# Сабино, Джованни Мария
Джова́нни Мари́я Саби́но (итал. Giovanni Maria Sabino), в прижизненных документах именуется также Саби́но I (Sabino I; 30 июня 1588, Тури — апрель 1649, Неаполь) — неаполитанский композитор, органист и музыкальный педагог. Брат Донато Антонио Сабино и дядя Франческо Сабино.

## Биография
Родился 30 июня 1588 в местечке Тури, расположенного недалеко от города Бари на юге Италии. В неустановленный год переехал в Неаполь, где провёл бо́льшую часть жизни. Обучался музыке у Просперо Тесты и принял священнический сан. Не позднее 1620 года был удостоен титула рыцаря — возможно, благодаря своим связям в музыкальном кружке Карло Джезуальдо. Не позднее 1 января 1622 года его музыка стала исполняться в неаполитанской базилике Сан-Доменико-Маджоре. С 4 сентября того же года и до конца 1626 года — капельмейстер консерватории Пьета-дей-Туркини. С 1623 года — маэстро неаполитанской королевской Палатинской капеллы. С 1630 по 1634 годы — органист церкви Джироламини (иеронимитов). С 1634 года до своей смерти в 1649 году — капельмейстер, преподаватель музыки и органист женской консерватории Сантиссима-Аннунцьята. В 1640 году преподавал бассо континуо в церкви Санта-Мария-ди-Костантинополи. Его музыкальный стиль прослеживается в творечстве таких композиторов, как Франческо Провенцале, Джованни Сальваторе и Грегорио Строцци, из чего можно предположить, что они учились у Сабино, хотя об этом и не сохранилось документальных свидетельств. Сабино был первым неаполитанским композитором, использовавшим скрипку в мотетах, и первым, использовавшим голосовое бассо континуо. Сабино сотрудничал с такими музыкантами, как Джованни Мария Трабачи и Андреа Фальконьери. Умер в Неаполе в апреле 1649 года.

## Сочинения
Джованни Мария Сабино автор следующих произведений, опубликованных в Неаполе (если не указано иное):
- Salmi di compietà (1620)
- Il secondo libro dei mottetti (1626)
- Il primo libro dei mottetti (1627)
- Psalmi de vespere (1627)
- Salmi (1640, Мдина)
- L’aspettar è pur dolce (?)

### Утерянные
- Dixit Dominus
- Mottetti